# Finnmarkshallen
Finnmarkshallen is een overdekte voetbalaccommodatie in Alta in het uiterste noorden van Noorwegen. De hal staat naast de middelbare school van Alta en heeft een tribune met een capaciteit voor ongeveer 1200 toeschouwers. In de hal ligt een voetbalveld van 100×65 meter uitgevoerd in kunstgras. Nadat de plaatselijke club Alta IF was gepromoveerd naar de Eerste divisie gaf de NFF geen toestemming om de oude accommodatie van Alta IF, het Alta Idrettspark te blijven gebruiken. Sindsdien wordt Finnmarkshallen gebruikt voor de thuiswedstrijden van de club.